# تیهوها
تیهوها (نام علمی: Ammoperdix) یک سردۀ کوچک از خانواده قرقاولان از راسته ماکیان‌سانان است. این سرده شامل دو گونه مشابه است که معمولاً به عنوان کبک‌های بیابانی شناخته می‌شوند:
- تیهو، Ammoperdix griseogularis
- تیهوی شنی، Ammoperdix heyi

تیهو در جنوب غربی آسیا و تیهوی شنی در مصر و خاورمیانه یافت می‌شود. هر دوی آنها در مناطق خشک و باز، اغلب در مناطق تپه‌ای، زادآوران ساکن هستند.
هر دو گونه تیهو در این جنس پرندگانی به طول ۲۲–۲۵ سانتیمتر (۸٫۷–۹٫۸ اینچ) و تپل هستند. آنها عمدتا قهوه‌ای ماسه‌ای هستند و در پهلوهای خود نوارهای سفید و قهوه‌ای موجدار دارند. نرها سرهای خاکستری با الگوهای مشخصی دارند، اما ماده‌ها در مقایسه با آنها رنگ بسیار شسته‌تری دارند و این نبود الگوی سر مشخص تشخیص گونه‌های آنها را دشوارتر می‌کند.
تیهوها در صورت آشفتگی، دویدن را ترجیح می‌دهند تا به هوا بپرند، اما در صورت لزوم، مسافت کوتاهی را با بال‌های گرد پرواز می‌کنند.